# 21846 Wojakowski
21846 Wojakowski è un asteroide della fascia principale. Scoperto nel 1999, presenta un'orbita caratterizzata da un semiasse maggiore pari a 2,4038754 UA e da un'eccentricità di 0,1100395, inclinata di 1,73335° rispetto all'eclittica.